# 共成站

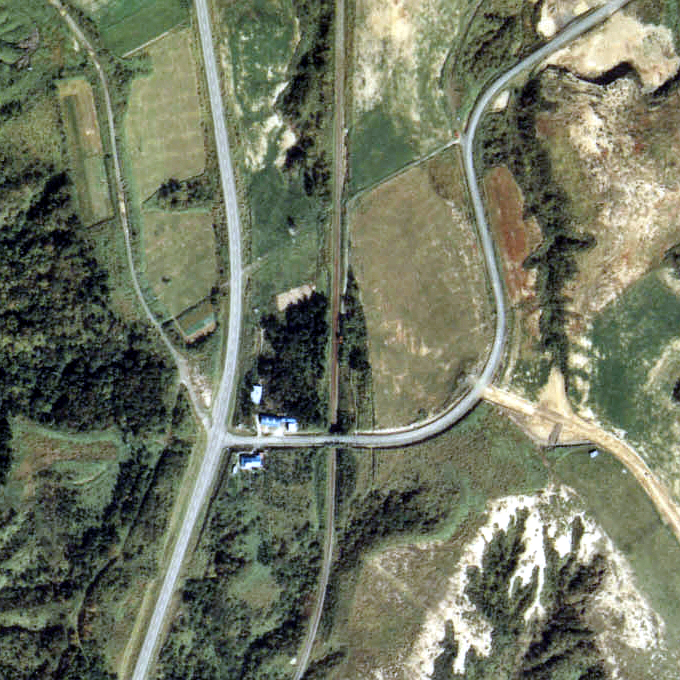
1977年的共成站與方圓約500米範圍。上方為幌延方向。車站四周都是綠樹成蔭，因此比較難確認月台位置。實際上在路軌東邊設有臨時乘降場款式，可容納兩卡車廂的石造月台。月台旁邊設有鐵鏽色屋頂的候車室。月台出入口靠近歌越一方（上方），該處設有小路離開車站。下方國道232號處設有前往右上方的共成地區中心，該道路中途會經過天橋。圖中可看見周邊沒有民居，現時的情況也是這樣。

共成站（日语：／ Kyōsei eki */?）是位於北海道苫前郡初山別村字共成，日本國有鐵道（國鐵）的羽幌線車站（廢站）。隨著羽幌線廢線，車站在1987年（昭和62年）3月30日廢除。
部分普通列車通過此站，在1986年（昭和61年）11月1日時間表修定中（廢除前的時間表中，只有下行1班列車通過此站（急行「羽幌」後繼列車，只停靠主要車站。上行停靠））。

## 歷史
- 1958年（昭和33年）10月18日 - 日本國有鐵道（國鐵）羽幌線初山別站至遠別站之間開通，此站啟用[2]。當時為旅客車站[3]。
- 1987年（昭和62年）3月30日 - 羽幌線全線廢除，此站也廢除[2]。

## 車站構造
截至車站廢除前，車站是一座地面車站，設有1面1線的單式月台。月台位於路軌東邊（幌延方向的列車會開啟右邊車門）。
此站是無人車站，月台上設有候車室，沒有車站大樓。

## 站名的由來
車站取自所在地「字共成」。在太田幸夫（2004）中，推測名稱取自「讓我們一起成功」的願望。

## 車站周邊
- 國道232號（日语：国道232号）（天賣國道/日本海奧羅龍線（日语：日本海オロロンライン））

## 現況
截至1999年（平成11年），車站已經沒有痕蹟。截至2010年（平成22年）也是同樣。周邊都是荒野。

## 相鄰車站
日本國有鐵道
羽幌線
天鹽大澤－共成－歌越

## 注腳
1. ↑  時刻表《JNR編集 時刻表 1987年4月号》（弘濟出版社，1987年4月發行）JR新聞13頁。
2. 1 2 3  太田幸夫.  1. 札幌市: 富士コンテム. 2004-02-29: 175. ISBN 4-89391-549-5 （日语）.
3. ↑  石野哲（編）. . JTB. 1998: 872. ISBN 978-4-533-02980-6 （日语）.
4. 1 2  書籍《国鉄全線各駅停車1 北海道690駅》（小學館，1983年7月發行）202頁。
5. ↑   第1版. 札幌市: 日本国有鉄道北海道総局. 1973-03-25: 109. ASIN B000J9RBUY （日语）.
6. ↑  書籍《鉄道廃線跡を歩くVI》（JTB出版，1999年3月發行）23頁。
7. ↑  書籍《新 鉄道廃線跡を歩く1 北海道・北東北編》（JTB出版，2010年4月發行）47頁。

## 外部連結
- 羽幌線廢線跡調査 （页面存档备份，存于）（日語）